# Ле-Труа-Шато
Ле-Труа-Шато (фр. Les Trois Châteaux) — муніципалітет у Франції, у регіоні Бургундія-Франш-Конте, департамент Жура. Ле-Труа-Шато утворено 1-4-2016 шляхом злиття муніципалітетів Л'Обепен, Шазель i Нанк-ле-Сент-Амур. Адміністративним центром муніципалітету є Нанк-ле-Сент-Амур. Населення — 765 осіб (01.01.2021).

## Історія
1 січня 2019 року до Ле-Труа-Шато приєднано муніципалітет Сен-Жан-д'Етре.